# 静宁县
静宁县是中华人民共和国甘肃省平凉市下属的一个县。

## 历史
宋真宗大中祥符四年（1011年），渭州知州曹玮在陇山外之笼干川修筑陇干城（今隆德县城），作为抵御西夏的军事要塞。宋哲宗元祐八年（1093年），置陇干县于外底堡（今静宁县城），并将德顺军治移陇干县，军、县同治一城。
元成宗大德八年（1304年）改德顺州为静宁州，领隆德县。
民国二年（1913年）改静宁州为县，隶属泾原道。

## 地理
静宁县位于甘肃省东部，六盘山西麓、渭河支流葫芦河中上游。与之接壤的县市有:东北边宁夏回族自治区的隆德县、西吉县，西边通渭县、南边秦安县，西北边会宁县，东南边庄浪县。

## 行政区划
静宁县下辖17个镇、7个乡：
城关镇、威戎镇、界石铺镇、八里镇、李店镇、古城镇、仁大镇、甘沟镇、城川镇、曹务镇、雷大镇、四河镇、细巷镇、双岘镇、治平镇、红寺镇、原安镇、司桥乡、余湾乡、贾河乡、深沟乡、新店乡、三合乡和灵芝乡。

## 交通
- 青兰高速、 312国道、 566国道过境。

## 教育
至2018年，全县共有各级各类学校479所，其中普通高中4所(含民办华源中学)，完全中学5所，独立初中29所，普通小学164所,职业学校1所，幼儿园193所，特殊教育学校1所，小学教学点82个。
高级中学：
静宁县第一中学
静宁县第二中学
静宁县文萃中学
华源中学（民办）
初级中学：
阿阳中学
静宁三中
静宁四中
完全中学：
界石铺中学
仁大中学
成纪中学
威戎中学
甘沟中学
职业教育学校：
平凉机电工程学校（静宁县职教中心）
小学：
城关镇小学
静宁县实验小学
新城小学

## 全国重点文物保护单位
- 成纪故城遗址
- 静宁文庙

## 特产
- 静宁苹果：中国地理标志产品